# Don't Smile at Me
Don't Smile at Me (стилізовано як dont smile at me, з англ. не посміхайся мені) — дебютний мініальбом американської співачки та авторки пісень Біллі Айліш. Він вийшов 11 серпня 2017 року на лейблі Interscope Records. Айліш з її братом Фіннеасом О'Коннеллом написали більшу частину матеріалу для мініальбому і повністю відповідали за його продюсування. 
Мініальбом отримав загалом схвальні відгуки музичних критиків. «Don't Smile at Me» був комерційно успішним, досягнувши 14 місця в Billboard 200 США та 12 місця в чарті альбомів Великобританії. Для просування мініальбому Айліш розпочала тури Don’t Smile at Me Tour і Where's My Mind Tour у 2017 та 2018 роках. 

## Просування

### Сингли
Трек «Ocean Eyes» спочатку вийшов 18 листопада 2015 року через SoundCloud. 18 листопада 2016 року він вийшов як головний сингл із Don't Smile at Me. Хоча спочатку ця пісня не потрапляла в чарти, у 2019 році вона стала хітом після того, як Айліш випустила свій дебютний студійний альбом When We All Fall Asleep, Where Do We Go?, який досяг 72 місця в UK Singles Chart і 84 місця в чарті синглів. Австралійська асоціація компаній звукозапису (ARIA) чотири рази сертифікувала пісню платиновою в Австралії, а також три рази платиновою в США, Канаді та Данії.
«Bellyache» вийшов 24 лютого 2017 року як другий сингл з Don't Smile at Me. Пісня також стала хітом, досягнувши третього місця в американському чарті Bubbling Under Hot 100 та 79-го місця в британському чарті синглів. Трек отримав двічі платиновий сертифікат у США, Австралії та Мексиці. У грудні 2021 року американська реперка Дожа Кет розповіла, що Біллі Айліш попросила її взяти участь у роботі над треком на ранніх стадіях розробки, але вона відмовилася, оскільки на той час переживала творчу кризу. В інтерв'ю Teen Vogue Айліш заявила, що пісня «Garbage» (2013) американського репера Tyler, The Creator була найбільшим натхненням для написання власного треку.
Композиція «Watch» вийшла як третій сингл з Don't Smile at Me 30 червня 2017 року. Меган Парк зняла музичне відео на пісню, яке було випущено 18 вересня 2017 року. Трек отримав платиновий статус у США, Канаді та Австралії. «Copycat» вийшов як четвертий сингл мініальбому 14 липня 2017 року. Софі Туккер зробила ремікс на трек і випустила його 12 січня 2018 року. Пісня посіла 12 місце в чарті Bubbling Under Hot 100.
«Idontwannabeyouanymore» вийшов як п'ятий сингл з Don't Smile at Me 21 липня 2017 року. Він посів 96 місце в чарті Billboard Hot 100 і 78 місце в UK Singles Chart. Трек був сертифікований двічі платиновим у США. Вертикальне відео до треку було випущено на Spotify у грудні 2017 року. Шостий сингл мініальбому «My Boy» вийшов 28 липня 2017 року. Пісня отримала ремікс від TroyBoi під назвою «MyBoi» , що вийшов 9 березня 2018 року. 
«&Burn», за участю американського репера Вінса Стейплза, вийшов як сингл 15 грудня 2017 року та пізніше ввійшов до перевидання мініальбому «Don't Smile at Me: December». Пісня отримала золотий сертифікат у США. Композицію «Party Favor» було випущено на ексклюзивному рожевому 7-дюймовому вінілі як сьомий і останній сингл із Don’t Smile at Me 21 квітня 2018 року. Це єдина пісня у мініальбомі, де Айліш грає на укулеле.

### Тур
Щоб просувати мініальбом, Біллі Айліш вирушила в тури Don't Smile at Me Tour і Where's My Mind Tour у 2017 і 2018 роках.

## Критичне сприйняття
«Don't Smile at Me» отримав загалом схвальні відгуки музичних критиків. Крістін Сміт з Plugged In сказала про мініальбом: «Ці дев’ять треків — це злиття багатьох жанрів, звуків і стилів, які передають незаперечно привабливу точку зору та особистість молодої співачки. Ми чуємо щирі зізнання підлітка про розбите серце, ненависть до себе і кохання. Мініальбом неймовірно мрійливий і чарівний. Він заслуговує як похвали, так і обережності». Ніколь Алмейда з журналу Atwood написала, що «назва мініальбому ідеально втілює силу та амбіції самої Айліш як співачки». 

## Трек-лист
| Don't Smile at Me – Стандартна версія | Don't Smile at Me – Стандартна версія | Don't Smile at Me – Стандартна версія | Don't Smile at Me – Стандартна версія |
| #                                     | Назва                                 | Автор                                 | Тривалість                            |
| ------------------------------------- | ------------------------------------- | ------------------------------------- | ------------------------------------- |
| 1.                                    | «Copycat»                             |                                       | 3:13                                  |
| 2.                                    | «Idontwannabeyouanymore»              |                                       | 3:23                                  |
| 3.                                    | «My Boy»                              |                                       | 2:50                                  |
| 4.                                    | «Watch»                               | F. O'Connell                          | 2:58                                  |
| 5.                                    | «Party Favor»                         |                                       | 3:25                                  |
| 6.                                    | «Bellyache»                           |                                       | 3:00                                  |
| 7.                                    | «Ocean Eyes»                          | F. O'Connell                          | 3:20                                  |
| 8.                                    | «Hostage»                             |                                       | 3:48                                  |
| 26:00                                 |                                       |                                       |                                       |

| Don't Smile at Me – Грудневий перевипуск | Don't Smile at Me – Грудневий перевипуск | Don't Smile at Me – Грудневий перевипуск | Don't Smile at Me – Грудневий перевипуск |
| #                                        | Назва                                    | Автор                                    | Тривалість                               |
| ---------------------------------------- | ---------------------------------------- | ---------------------------------------- | ---------------------------------------- |
| 9.                                       | «&Burn» (with Vince Staples)             | F. O'Connell Vincent Staples             | 2:59                                     |
| 28:59                                    |                                          |                                          |                                          |

| Don't Smile at Me – Британська & ірландська версія | Don't Smile at Me – Британська & ірландська версія | Don't Smile at Me – Британська & ірландська версія |
| #                                                  | Назва                                              | Тривалість                                         |
| -------------------------------------------------- | -------------------------------------------------- | -------------------------------------------------- |
| 10.                                                | «Lovely»                                           | 3:20                                               |
| 11.                                                | «Bitches Broken Hearts»                            | 2:56                                               |
| 35:16                                              |                                                    |                                                    |

| #   | Назва               | Тривалість |
| --- | ------------------- | ---------- |
| 12. | «Don't Smile at Me» | 3:41       |
| 13. | «Copycat»           | 3:19       |
| 14. | «MyBoi»             | 3:31       |

## Учасники запису
- Біллі Айліш — вокал, автор піні, укулеле.
- Фіннеас О'Коннелл — продюсування, автор пісні, зведення (треки 5, 7)
- Джон Грінхем – мастеринг
- Роб Кінельскі — зведення (всі треки, крім 5, 7)